# Дехтерёв, Василий Александрович
Василий Александрович Дехтерёв (1910—1987) — советский композитор; дирижёр. Лауреат Сталинской премии третьей степени (1950).

## Биография
В. А. Дехтерёв родился 22 августа (4 сентября) 1910 год в Оренбурге. В 1929 году окончил 1-й музыкальный техникум в Москве по классу фортепиано и композиции Б. Л. Яворского. Был концертмейстером балета и оперных мастерских ГАБТ. В 1932—1936 годах зав. музыкальной частью, композитор и дирижёр ТРАМа. В 1936—1938 годах организовал Магнитогорское музыкальное училище и преподавал в нём. В 1942—1947 годах руководитель оперного отделения, композитор, дирижёр (с 1938 года) Оперно-драматической студии им. К. С. Станиславского. В 1941—1942 годах художественный руководитель АПП УрВО. В 1960—1970 годах главный музыкальный редактор киностудии «Мосфильм».
В. А. Дехтерев умер в 1987 году.

## Творчество
- Оперы:
  - «Таня» (1943), о Зое Космодемьянской
  - «Княжна Мери» (1947)
  - «Горит земля» (1947)
  - «Фёдор Таланов» (1955)
  - «Иван Шадрин» (1962)
  - «Негасимое пламя» (1967)
- музыкальная комедия «Мечталия» (1934)
- кантата «Русская земля» (1950)
- музыка к спектаклям и кинофильмам

## Награды и премии
- Сталинская премия третьей степени (1950) — за кантату «Русская земля»